# Jehuda Chajjudsch
Jehuda Chajjudsch (hebräisch יהודה חיוג', arabisch أبو زكريا يحيى بن داؤد حيوج Abū Sakarīya Yahya bin Dāwūd Ḥayyūdsch; geb. um 945 in Fez, Marokko; gest. um 1000 in Córdoba, Al-Andalus, heute Spanien) war ein hebräischer Grammatiker. Er gilt als Begründer der philologisch fundierten hebräischen Grammatik; Abraham ibn Esra bezeichnete ihn als „ersten Grammatiker im Lande des Westens“.

## Leben und Wirken
Chajjudsch zog in jungen Jahren von Fez nach Córdoba, wo er bis zum Ende seines Lebens blieb. Weitere biografische Einzelheiten sind nicht bekannt. Er war Schüler von Menachem ben Saruq, den er gegen die Angriffe von Dunasch ben Labrat und dessen Anhängern verteidigte. Arabische Grammatiker hatten schon im 8. Jahrhundert die im Arabischen vorherrschende Dreibuchstabigkeit (Triliteralität, dreiradikalische Wortwurzeln) entdeckt. Die damaligen jüdischen Gelehrten weigerten sich vorerst, im Vergleich der beiden semitischen Sprachen analoge Schlüsse zu ziehen, und erst Jehuda Chajjudsch übertrug das Prinzip der drei Radikalen auf die hebräische Sprache. Seine Werke sind in Arabisch verfasst. Die erste hebräische Übersetzung seiner Werke verfasste Mose Gikatilla, die zweite Abraham ibn Esra. Die in heutigen Darstellungen der hebräischen Grammatik verwendeten Fachausdrücke sind immer noch Übersetzungen der arabischen Begriffe, die Chajjudsch eingeführt hat.

## Ausgaben
- Heinrich Ewald und Leopold Dukes: Beiträge zur Geschichte der Aeltesten Auslegung und Spracherklärung des Alten Testaments. Stuttgart 1844. Band III enthält Ibn Esras Übersetzung (Online).
- John W. Nutt: Two Treatises on Verbs Containing Feeble and Double Letters by R. Jehuda Ḥayug of Fez, Translated into Hebrew from the Original Arabic by R. Moses Giḳatilia of Cordova; to Which Is Added the Treatise on Punctuation by the Same Author, Translated by Aben Ezra: Edited from Bodleian MSS. with an English Translation. London und Berlin 1870. (Online).
- Daniel Sivan und Ali Wated: שלושת חיבורי הדקדוק של ר׳ יהודה חיוג׳ במקורם הערבי ובתרגום לעברית חדשה. מהדורה ביקורתית [Three Treatises on Hebrew Grammar by R. Judah Ḥayyuj. A New Critical Edition of the Arabic Text with a Modern Hebrew Translation]. Beer Sheva 2011. ISBN 978-965-536-096-7